# Preston Road metróállomás
A Preston Road a londoni metró egyik állomása a 4-es zónában, a Metropolitan line érinti.

## Története
1908. május 21-én a Metropolitan line részeként nyitották meg Preston Road Halt for Uxendon and Kenton névvel.

## Forgalom
| Járat | Útvonal | Gyakoriság     |
| ----- | --- | -------------- |
|       | Aldgate – Liverpool Street – Moorgate – Barbican – Farringdon – King’s Cross St. Pancras – Euston Square – Great Portland Street – Baker Street – Finchley Road – Wembley Park – Preston Road – Northwick Park – Harrow-on-the-Hill (– tovább Chesham, Watford, Uxbridge és Amersham felé) | 5-6 percenként |

## Átszállási kapcsolatok
| Állomás      | Átszállási kapcsolatok              |
| ------------ | ----------------------------------- |
| Preston Road | Helyi buszok (Preston Road Station) |

## Fordítás
- Ez a szócikk részben vagy egészben  a   Preston Road tube station című angol Wikipédia-szócikk fordításán alapul.  Az eredeti cikk szerkesztőit annak laptörténete sorolja fel. Ez a jelzés csupán a megfogalmazás eredetét és a szerzői jogokat jelzi, nem szolgál a cikkben szereplő információk forrásmegjelöléseként.